# 던저빌
던저빌 또는 소말리아저빌(Gerbillus dunni)은 황무지쥐아과에 속하는 설치류의 일종이다. 에리트레아와 에티오피아, 소말리아, 지부티에 주로 분포한다. 건조한 초원과 바위 평원 지역에 서식한다. 1904년 영국 동물학자 토마스(Oldfield Thomas)가 처음 기술했다. 핵형은 2n=74이다. 자연 서식지가 위협을 받지 않고 있기 때문에 국제 자연 보전 연맹(IUCN)이 보전 등급을 "관심대상종"으로 지정하고 있다.

## 특징
던저빌은 아프리카 북동부 지역에 서식하는 8종의 서로 아주 유사한 저빌의 일종으로 나머지는 저빌은 베르베라저빌(G. acticola)과 브록맨저빌(G. brockmani), 지부티저빌(G. pulvinatus), 하우드저빌(G. harwoodi), 꼬마저빌(G. pusillus), 소말리아저빌(G. somalicus), 워터스저빌(G. watersi)이다. 던저빌은 뒷발 발바닥에 털이 있어서 다른 종과 구별된다. 머리부터 몸까지 길이는 약 98mm이고, 꼬리 길이는 135mm이다. 몸무게는 약 38g이다.

## 분포
던저빌은 아프리카의 뿔 지역의 토착종이다. 분포 지역은 에리트레아와 지부티, 에티오피아 동부, 소말리아 북부 지역이다. 일반적인 서식지는 식물이 거의 없거나 드문드문 있는 지역, 암반 평원, 건조 초원, 건조 사바나 지역이다.

## 보전 상태
던저빌은 적당한 서식지의 넓은 지역에서 발견된다. 특별한 위협 요인은 확인되지 않고 있으며, 개체수는 안정적으로 간주되고 잘 발견되지 않지만 개체수는 많은 것으로 추정된다. 국제 자연 보전 연맹(IUCN)이 보전 등급을 "관심대상종"으로 분류하고 있다.